# Rathaus Spandau (Berlins tunnelbana)

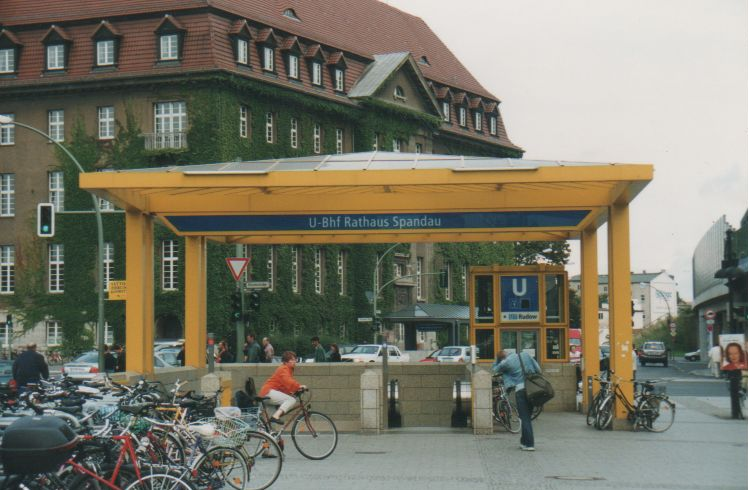
Nergång till tunnelbanestationen med Rathaus Spandau i bakgrunden.

Rathaus Spandau, tunnelbanestation i Berlins tunnelbana och slutstation för linje U7.
Stationen har fått sitt namn efter Rathaus Spandau och invigdes 1984. Rathaus Spandau ligger i anslutning till Bahnhof Berlin-Spandau med Berlins pendeltåg och fjärrtrafik.